# Haags Adoptieverdrag
Het Verdrag inzake de bescherming van kinderen en de samenwerking op het gebied van de interlandelijke adoptie of Haags Adoptieverdrag (Convention on Protection of Children and Co-operation in respect of Intercountry Adoption) beschermt kinderen en hun familie tegen de risico's van illegale, onrechtmatige, voorbarige en slecht voorbereide adopties naar het buitenland. Het verdrag, dat wordt uitgevoerd door nationale Centrale Autoriteiten, is een uitwerking van het VN-Verdrag inzake de Rechten van het Kind (Artikel 21) en beoogt dat interlandelijke adoptie alleen plaatsvindt als het kind daar het meeste baat bij heeft en als zij zijn fundamentele rechten respecteert.

## Uitgangspunten en regels
Het Haags Adoptieverdrag erkent dat het voor kinderen het beste is om in een gezin op te groeien. Alleen als kinderen niet bij hun biologische familie kunnen opgroeien, en als er geen adoptie- of stabiel pleeggezin in hun eigen land gevonden kan worden, mag een kind worden geadopteerd door buitenlandse ouders. Dit wordt ook wel het subsidiariteitsbeginsel genoemd.
Volgens het verdrag moet de afstandsmoeder na de geboorte en in alle vrijheid toestemming hebben gegeven voor afstand, nadat zij is voorgelicht over de gevolgen van het doen van afstand. Dat betekent onder meer dat de toestemming voor adoptie niet mag zijn gegeven tegen betaling of een andere tegenprestatie. Het betekent ook dat adoptie van een familielid uit het buitenland in het kader van het verdrag niet mogelijk is. Direct contact tussen aspirant-adoptieouders en de afstandsmoeder of leden van een commissie die verantwoordelijk is voor de toewijzing van afgestane kinderen aan adoptieouders is ook niet toegestaan. Er moet ook een redelijke termijn zijn waarin de afstandsmoeder kan terugkomen op haar besluit haar kind af te staan. In Colombia is dat bijvoorbeeld drie maanden en in Nederland een jaar. Ten slotte moeten ouders bij een kind worden gezocht en niet een kind bij ouders.
Het verdrag voorziet verder in allerlei procedures om de belangen van het kind te waarborgen.

## Betekenis van het verdrag
Het Haags Adoptieverdrag is op 1 mei 1995 in werking getreden. Het is een van de resultaten van de Haagse Conferentie voor Internationaal Privaatrecht. Onder de landen die het verdrag hebben geratificeerd zijn Nederland, België, Bolivia, Brazilië, China, Colombia, Ecuador, India, Peru, Polen, Roemenië en Sri Lanka. In april 2008 ratificeerden ook de Verenigde Staten het verdrag. Zuid-Korea, Nepal en Rusland hebben het verdrag wel ondertekend, maar niet geratificeerd, met als gevolg dat het verdrag daar niet in werking is getreden.
Als een 'zendend' land het Haags Adoptieverdrag heeft getekend erkennen de Nederlandse of Belgische autoriteiten de adoptie-uitspraak van de buitenlandse rechter. Deze toetst onder andere of de ouders toestemming hebben van de Centrale Autoriteit in hun land (in Nederland het Ministerie van Justitie) en of de adoptie van het kind is goedgekeurd door de lokale Centrale Autoriteit. In Nederland hoeft het kind dan alleen te worden ingeschreven in de Gemeentelijke Basisadministratie Persoonsgegevens.

## Adoptie buiten het verdrag om
Om een buitenlands kind te adopteren kunnen ingezetenen van een aangesloten land niet om het Haags Adoptieverdrag heen. Wel kunnen expats, dat wil zeggen mensen die hun gewone verblijfplaats in een ander land hebben en daar permanent en legaal wonen, aldaar een kind adopteren overeenkomstig de nationale wetgeving van het woonland zonder aan de voorwaarden van het Haags Adoptieverdrag te hoeven voldoen. Dit geldt ook voor mensen die omwille van een adoptie naar het herkomstland van het kind verhuizen. De voorwaarden van het Haags Adoptieverdrag zijn dan niet van toepassing. Het herkomstland van de adoptiefouder erkent, indien aan alle wettelijke voorwaarden is voldaan, deze adoptie veelal van rechtswege oftewel automatisch en het kind verkrijgt door deze adoptie veelal automatisch het staatsburgerschap van de adoptiefouder.

## Kritiek op het verdrag
Er is geen Internationale Autoriteit die toeziet op de naleving van het verdrag. De deelnemende landen worden geacht de zorg voor naleving zelf te regelen. In veel gevallen gebeurt dat ook adequaat, maar er zijn twijfels of landen voldoende inspanningen doen om bijvoorbeeld een lokaal adoptiegezin te vinden.
United Adoptees International vindt dat in het huidige adoptiebeleid de uitgangspunten van het Haags Adoptieverdrag door zowel de politiek als de betrokken maatschappelijke instanties in het algemeen ruim worden geïnterpreteerd of niet geheel nageleefd.